# Bandera de Torrejoncillo
La bandera de Torrejoncillo (Cáceres) se aprobó por le Pleno Corporativo el 30 de enero de 1987, mediante la Orden del 8 de julio de 1987, por la que se aprueba la Bandera Municipal para el Ayuntamiento de Torrejoncillo. Incluye en el expediente un informe favorable de la Real Academia de la Historia el 19 de junio de 1987.
Dicha Orden describe la composición de la bandera de la siguiente forma:

Dos trapecios simétricos del eje longitudinal de la bandera, con triángulo, uno de cuyos vértices está situado en el centro exacto del rectángulo de la misma, estando los otros dos vértices en el extremo superior y en el extremo inferior del lado contrario de sujeción del mástil. Trapecio superior en color blanco. Trapecio inferior en color verde. Triángulo en color azul celeste. Al centro irá bordado el escudo representativo del Municipio.